# Drijenak
Drijenak (cyr. Дријенак) – wieś w Czarnogórze, w gminie Kolašin. W 2011 roku liczyła 528 mieszkańców.